# Linan mangshanus
Linan mangshanus – gatunek chrząszcza z rodziny kusakowatych i podrodziny marników. Występuje endemicznie w Chinach.
Gatunek ten opisali po raz pierwszy w 2018 roku Zhang Yuqing, Li Lizhen i Yin Ziwei na łamach ZooKeys. Jako miejsce typowe wskazano Rezerwat przyrody Mangshan w powiecie Yizhang, w chińskiej prowincji Hunan. Holotyp zdeponowano w Zbiorze Owadów Shanghai Shifan Daxue.
Chrząszcz ten osiąga od 3,25 do 3,35 mm długości i od 1,07 do 1,08 mm szerokości ciała. Głowa jest dłuższa niż szeroka. Policzki są bocznie rozszerzone. Oczy złożone buduje u samca około 33 omatidiów. Czułki buduje jedenaście członów, z których trzy ostatnie są powiększone, a u samca ponadto człony dziewiąty i dziesiąty są silnie zmodyfikowane. Przedplecze jest trochę dłuższe niż szersze. Pokrywy są znacznie szersze niż dłuższe. Zapiersie (metawentryt) u samców ma szerokie i w widoku bocznym na wierzchołku rozszerzone wyrostki. Odnóża przedniej i środkowej pary mają niezmodyfikowane krętarze i uda. Tylna para odnóży ma na spodach bioder po krótkim i trójkątnym wyrostku. Genitalia samca mają symetryczny płat środkowy edeagusa i wydłużone, pośrodku lekko dobrzusznie odgięte paramery.
Owad ten jest endemitem Chin, znanym tylko z miejsca typowego w prowincji Hunan. Spotykany był na rzędnych 1400 m n.p.m. Zasiedla ściółkę w lasach mieszanych.